# Łukasz Mańczyk
Łukasz Mańczyk (ur. w 1978 w Krakowie) − polski twórca, samorządowiec.

## Życiorys
Publikował m.in. w: „Pograniczach”, „Ha!arcie”, „Więzi”, „Tyglu Kultury”. Wyróżniony Stypendium Miasta Krakowa. W 2004 roku ukazał się jego debiutancki tomik poetycki Służebność światła (Kraków 2004). Książka ta została wyróżniona Nagrodą im. Kazimiery Iłłakowiczówny za debiut roku. W 2006 roku ukazał się tomik affirmative a w 2009  pascha 2007/punkstop (Kraków 2009). Jego wiersze były tłumaczone na język serbski.
Wydana w 2014 Biserka to pierwsza biografia tłumaczki Biserki Rajčić napisana w języku polskim (wyd. Universitas). We wrześniu 2015 książka została uhonorowana nagrodą Krakowska Książka Miesiąca.
Radny Krowodrzy, V Dzielnicy Miasta Krakowa.

## Poezja
- Służebność światła (Homini, Kraków 2004)
- Pascha 2007, punkstop (Towarzystwo Słowaków w Polsce, Kraków 2009)